# Wirnik

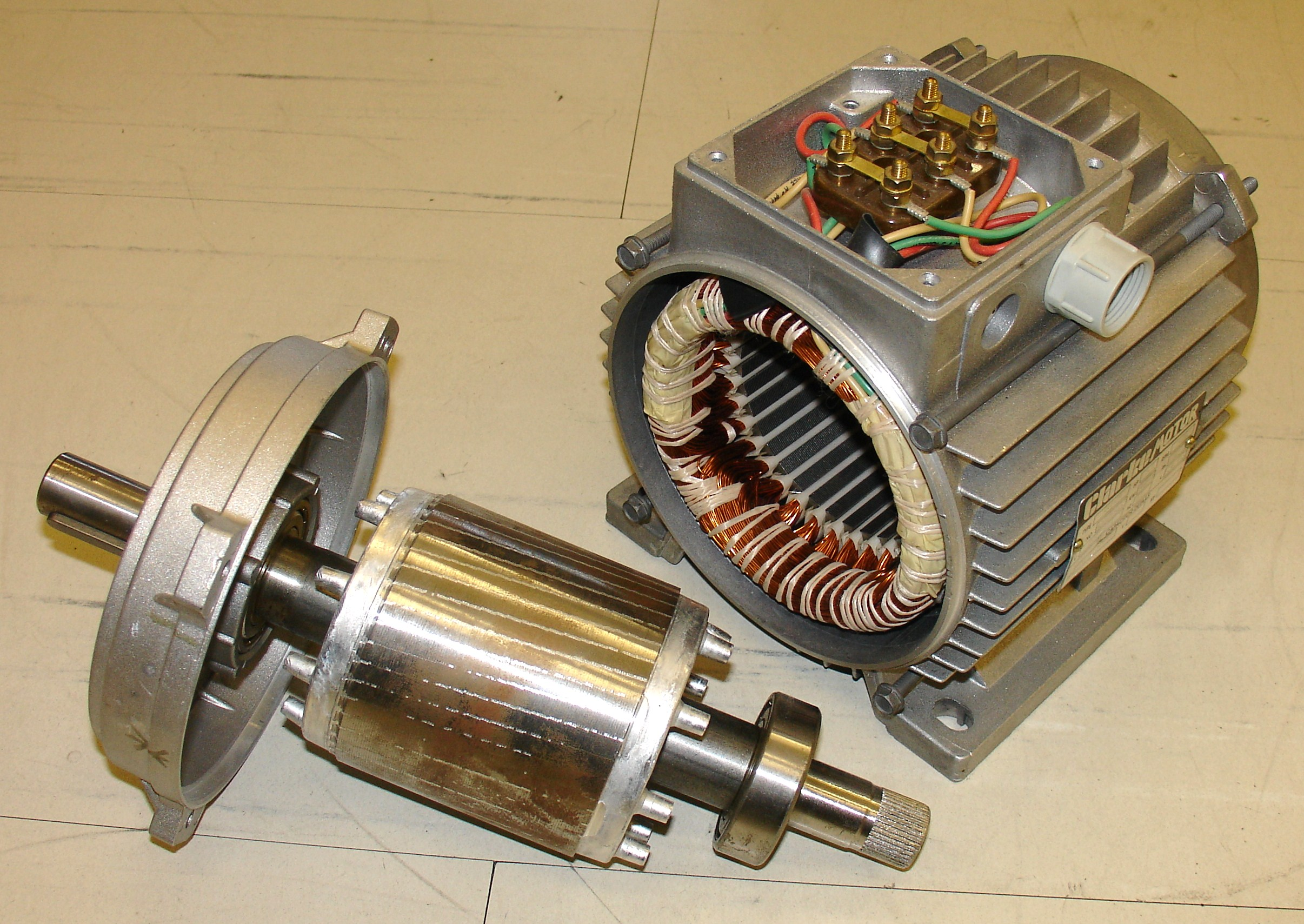
Stojan i wirnik silnika elektrycznego

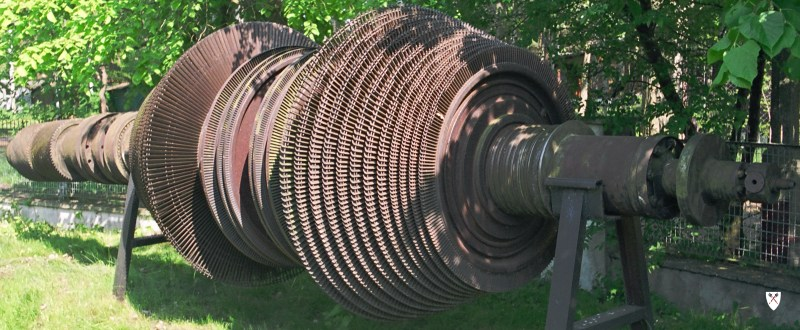
Wirnik turbiny parowej Parsonsa z ORP Wicher (II) w skansenie broni morskiej na Helu

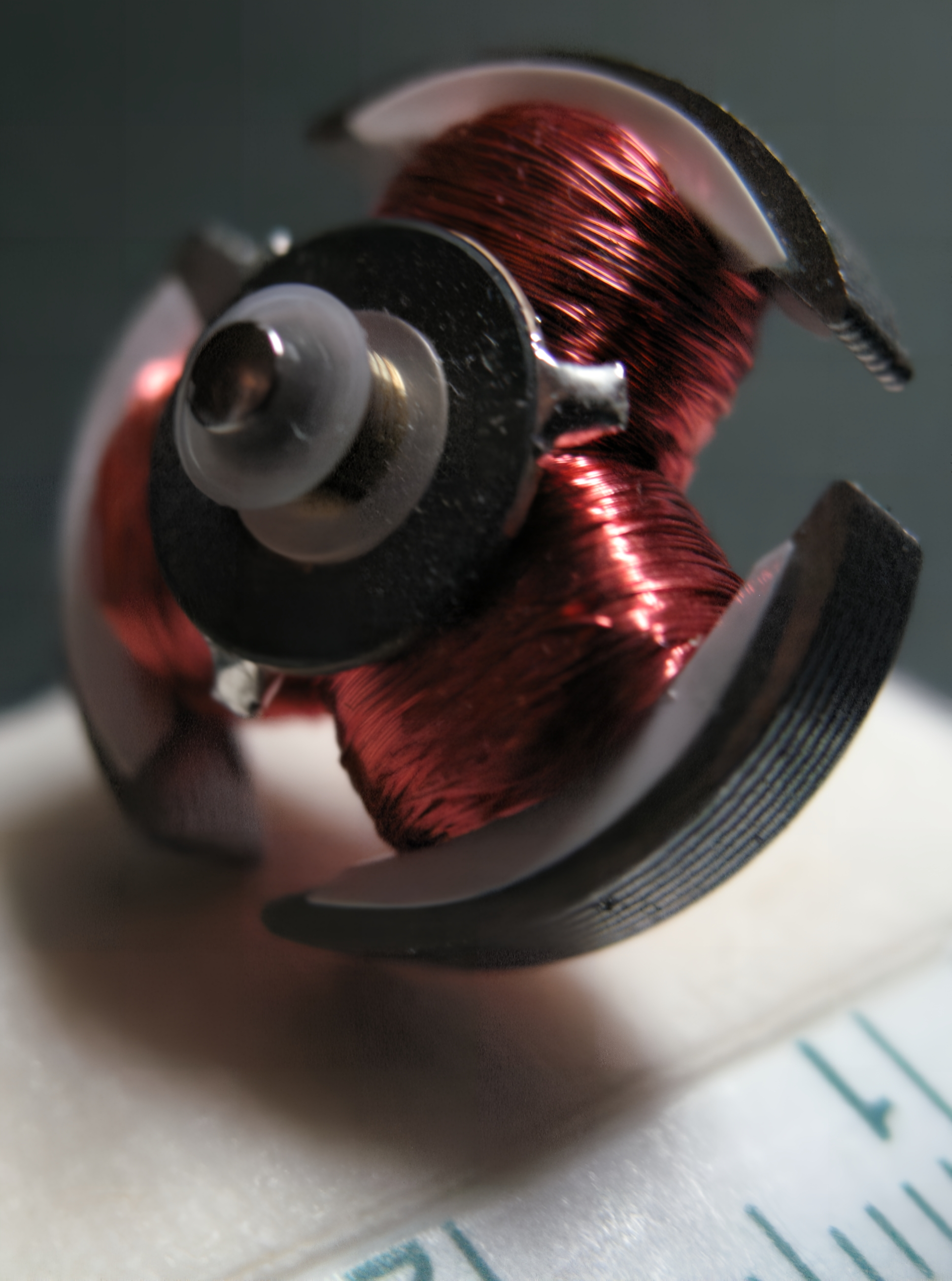
Wirnik małego silnika elektrycznego z nawiniętym uzwojeniem

Wirnik (rotor) – element maszyny lub mechanizmu, który w czasie pracy wiruje wokół stałej osi. Najczęściej stosowany w pompach, sprężarkach, wentylatorach, dmuchawach, maszynach elektrycznych, silnikach, prądnicach i turbinach.
Wirnik nośny jest elementem konstrukcyjnym wiropłatów.